# Henning Christoph Gerdes

Henning Christoph Gerdes

Henning Christoph Gerdes (* 27. September 1665 in Wusterhusen; † 14. Mai 1723 in Greifswald) war ein deutscher Professor der Rechte.

## Leben
Henning Christoph Gerdes wurde als Sohn des Wusterhusener Pastors Georg Gerdes und Margareta Caden geboren. Nach dem frühen Tod des Vaters zog die Mutter nach Greifswald, wo der Sohn Privatunterricht erhielt und von dem späteren Professor der Geschichte Jacob Henning auf das Studium vorbereitet wurde.
1684 begann Gerdes das Studium der Rechte bei seinem Onkel Friedrich Gerdes. Auch bei Jackob Balthasar und Petrus von Mascow hörte er. 1690 zog Gerdes nach Frankfurt (Oder) an die Viadrina. Drei Jahre später ging er mit seinem Bruder David Johann auf eine Bildungsreise durch Deutschland, Holland und Belgien.
1694 hielt er die Inauguraldisputation vor seinem Onkel. Ab 1700 vertrat er Konrad Friedrich bei dessen juristischer Professur und wurde Syndikus der Universität.
1713 erhielt er nach dem Tod von Konrad Friedrich die ordentliche Professur. Ein Jahr später wurde er Beisitzer und 1720 Direktor des königlichen Konsistoriums.
1717 wurde Gerdes zum Doktor beider Rechte promoviert.